# Каньюэлас
Каньюэлас (исп. Cañuelas) — город в Аргентине в провинции Буэнос-Айрес. Административный центр муниципалитета Каньюэлас.

## История
Долгое время это были земли пограничья, и с XVIII века здесь располагался военный лагерь, прикрывающий освоенные земли от нападений индейцев. В 1818 году здесь была построена церковь, названная Нуэстра-Сеньора-де-лос-Каньюэлас в честь церкви в испанской Барселоне, и стал формироваться населённый пункт. Толчком к резкому развитию населённого пункта во второй половине XIX века послужили строительство железной дороги, связавшей его с Буэнос-Айресом и позволившей экспортировать продукцию местного сельского хозяйства, и открытие предприятия La Martona, ставшего символом аргентинской молочной промышленности.
1. ↑  Censo Nacional 2022